# Provincia de San Pablo
La provincia de San Pablo es una de las trece que conforman el departamento de Cajamarca en el norte del Perú. Limita por el norte con la provincia de Hualgáyoc, por el este con la provincia de Cajamarca, por el sur con la provincia de Contumazá y por el oeste con la provincia de San Miguel.
En la estructura administrativo-religiosa de la Iglesia católica, forma parte de la diócesis de Cajamarca, sufragánea de la arquidiócesis de Trujillo.

## Historia
La provincia fue creada mediante Ley n.º 23336, del 11 de diciembre de 1981, en el segundo gobierno del arquitecto Fernando Belaúnde Terry.

## Geografía
La provincia tiene una extensión de 672 km²lol

## Población
La provincia tiene una población aproximada de 23 513 habitantes.

## División administrativa
La provincia se divide en cuatro distritos:
1. San Pablo
2. San Bernardino
3. San Luis
4. Tumbadén

## Capital
La capital de la provincia es la localidad de San Pablo.

## Autoridades

### Regionales
- Consejero regional
  - 2019-2022:[2] Iván Mikael Cáceres Vigo (Alianza para el Progreso)

### Municipales
- 2019-2022
  - Alcalde: Jhonatan Cholán Chávarri, del partido político Cajamarca Siempre Verde.
  - Regidores:

  1. Perci Guinshon Azañedo Alcántara (Cajamarca Siempre Verde)
  2. Damián Cosme Ignacio Montesa (Cajamarca Siempre Verde)
  3. Segundo Santos Huamán Cholán (Cajamarca Siempre Verde)
  4. Luz Marleny Tanta Infante (Cajamarca Siempre Verde)
  5. Percy Fernando Velezmoro Chilón (Alianza para el Progreso)

## Festividades
- Junio: San Juan Bautista, patrón del milenario San Pablo de Chalaques.
- Septiembre: Fiesta patronal (Señor de los Milagros)